# Fullmetal Alchemist (série télévisée d'animation)
Fullmetal Alchemist (鋼の錬金術師, Hagane no Renkinjutsushi, litt. « alchimiste d'acier ») est une série télévisée d'animation japonaise de 51 épisodes. Il s'agit de l'adaptation partielle du manga éponyme de Hiromu Arakawa, l'auteur ayant demandé une fin originale pour l'anime, la diffusion de ce dernier ayant rattrapé la publication du manga.
La série est diffusée du 4 octobre 2003 au 2 octobre 2004 au Japon sur Animax, Bandai Channel, MBS et TBS. En France, la série est licenciée par Dybex et diffusée du 10 février au 21 mai 2005 sur Canal+ dans l'émission La Kaz et sur Virgin 17 début 2008. Elle fut rediffusée en même temps sur MCM puis dès 2010 sur Direct Star.
Le film d'animation Fullmetal Alchemist: Conqueror of Shamballa, suite directe et fin de la série animée, sort en 2005. Une deuxième adaptation en série animée suivant plus fidèlement l'histoire du manga, Fullmetal Alchemist: Brotherhood, est diffusée du 5 avril 2009 au 4 juillet 2010 au Japon.

## Synopsis
Les frères Elric (Edward et Alphonse) ont hérité leur talent d’alchimiste de leur père qui a quitté le foyer familial sans jamais revenir.
À la suite de la mort de leur mère, les deux jeunes tentent de la faire revivre grâce à l'alchimie, en faisant une transmutation humaine malgré l'interdit. L'opération échoue et les deux frères en subissent le contrecoup… Al disparaît et Ed perd sa jambe mais sauve son frère privé de son corps en fixant son esprit dans le corps en métal d'une armure médiévale avec un cercle de transmutation tracé avec son sang, mais doit pour cela sacrifier un bras. Par la suite, il utilisera des prothèses mécaniques en métal, les mécagreffes (1er doublage) ou automails (second doublage).
Ed passe ensuite l'examen et devient Alchimiste d'État, afin de pouvoir voyager et trouver la pierre philosophale, pour que son frère et lui retrouvent leur corps.

## Fiche technique
- Histoire originale : Hiromu Arakawa
- Producteurs : Hiro Maruyama, Masahiko Minami, Ryo Oyama
- Réalisateur : Seiji Mizushima
- Scénario : Sho Aikawa
- Dessin général : Yoshiyuki Ito
- Dessins des monstres : Junya Ishigaki
- Décors : Shinji Aramaki
- Directeur artistique : Kazuyuki Hashimoto
- Directeur d'animation : Koji Sugiura
- Directeur de la photographie : Toru Fukushi
- Musique : Michiru Oshima
- Production : Studio BONES, Mainichi Broadcasting, Aniplex
- Publication : Square Enix
- Traduction : David Nachtergaële
- Adaptation : Régis Écosse

### Épisodes
| No | Titre français            | Titre japonais                               | Titre japonais                                                  | Date de 1re diffusion |
| No | Titre français            | Kanji                                        | Rōmaji                                                          | Date de 1re diffusion |
| --- | ------------------------- | -------------------------------------------- | --------------------------------------------------------------- | --------------------- |
| 01 | Défier le soleil          | 太陽に挑む者                                 | Taiyō ni Idomu Mono                                             | 4 octobre 2003        |
| Edward et Alphonse, encore très jeunes, tentent une transmutation humaine, technique d’alchimie interdite, pour ressusciter leur mère. Mais l’opération échoue, Edward perd sa jambe gauche, tandis qu’Alphonse perd tout son corps. Ed scelle alors l’âme de son petit frère dans une armure de métal en sacrifiant son bras droit. Quelques années plus tard, sur invitation, ils se rendent à la cité de Lior où tout se passe bien au début. Mais les choses se dégradent, et un combat a lieu entre les deux frères et le père Cornello. Durant celui-ci, Edward et Alphonse apprennent que Cornello possède la pierre philosophale qu’ils recherchent. |                           |                                              |                                                                 |                       |
| 02 | Le corps d'un condamné    | 禁忌の身体                                   | Kinki no Karada                                                 | 11 octobre 2003       |
| Le combat contre Cornello tourne à l’avantage de celui-ci grâce à la pierre philosophale. Edward et Alphonse s’enfuient mais les villageois sont à leur recherche et capturent Edward. Alphonse réussit à libérer son frère grâce à un stratagème qui consiste à faire entendre aux villageois les propos de Cornello, qui n’est pas un dieu comme il le faisait croire à tout le monde. Edward et Alphonse sont tout de même obligés de quitter la ville après avoir fait chou blanc : la pierre dont Cornello se servait n’était qu’une pâle imitation aux pouvoirs très limités. |                           |                                              |                                                                 |                       |
| 03 | Maman…                    | おかあさん…                                  | Okaa-san…                                                       | 18 octobre 2003       |
| Les deux frères se souviennent de leur jeunesse où ils apprenaient l’alchimie sous l’œil bienveillant de leur mère, Trisha Elric. Soigné chez les Rockbell, Ed prend la décision d’aller voir le lieutenant-colonel Mustang à Central et de viser le titre d’alchimiste d’État afin d’accéder aux ressources uniques que renferme la bibliothèque militaire. Avant de partir, Ed et Al prennent soin de brûler leur ancienne maison devenue inutile afin de ne pas être tentés de revenir en arrière. |                           |                                              |                                                                 |                       |
| 04 | Le trafiquant d'âmes      | 愛の錬成                                     | Ai no Rensei                                                    | 25 octobre 2003       |
| Edward et Alphonse apprennent au cours d’une escale que l’alchimiste Mahjal, spécialiste de l’alchimie de l’âme et connaissance de leur père, pourrait les aider à retrouver leurs corps. Le village où il réside est en proie à la terreur : les morts sortiraient de leur tombe pour attaquer les vivants. Ed comprend rapidement que Mahjal, héros des villageois, n’est pas étranger à cette situation. Ce dernier semble avoir sombré dans la folie après la mort de sa fiancée. |                           |                                              |                                                                 |                       |
| 05 | L'homme au bras bionique  | 疾走！機械鎧「オートメイル」                 | Shissō! Ōtomeiru                                                | 1er novembre 2003     |
| Edward et Alphonse reprennent leur route après la mort de Mahjal. Roy les fait monter dans un train où se trouvent le général Hakuro et sa famille. Mais le train est attaqué par des terroristes qui veulent faire pression sur le général pour que d’autres extrémistes soient libérés. Edward, Alphonse et le lieutenant-colonel Hughes réussissent à les en empêcher. À la fin de l’épisode, les frères Elric rencontrent pour la seconde fois le lieutenant-colonel Mustang. |                           |                                              |                                                                 |                       |
| 06 | L'examen d'entrée         | 国家錬金術師資格試験                         | Kokka Renkinjutsushi Shikaku Shiken                             | 8 novembre 2003       |
| Edward et Alphonse sont arrivés à la capitale. Ils sont aidés par Mustang, qui les confie à Tucker, l’Alchimiste Tisseur de Vie, spécialisé dans la création de chimères, qui avait fait sensation avec la création – bien qu’éphémère – d’une chimère complète parlant le langage humain. Ils font ainsi la connaissance de Nina, sa fille et de son chien Alexander, qui peuplent la grande maison fournie par à Tucker par l’armée. Ed et Al se prennent rapidement d’affection pour cette famille monoparentale qui leur rappelle leur propre enfance. Les frères Elric s’entraînent dur pour l’examen d’accès au rang d’alchimiste d’État. Alphonse est néanmoins contraint par Mustang de se retirer de la course : son secret serait forcément percé à jour lors des examens médicaux. Seul Ed se présentera, la promesse faite à son frère bien en tête. |                           |                                              |                                                                 |                       |
| 07 | Le cri de la chimère      | 合成獣「キメラ」が哭く夜                     | Kimera ga Naku Yoru                                             | 15 novembre 2003      |
| L’examen a tourné court : Edward a bluffé les examinateurs en réalisant instinctivement sa première transmutation sans cercle volontaire. Il reçoit donc la montre des alchimistes prouvant qu’il est bien admis. Mais tout ne se passe pas aussi bien pour Tucker, qui craint de ne pas pouvoir renouveler sa licence d’alchimiste d’État avec le risque de tout perdre. Sérieusement perturbé, il en vient à former une chimère avec Nina et Alexander. Quand Edward le découvre, il est pris de rage, et Alphonse doit le retenir pour l’empêcher de tuer Tucker. Les militaires arrêtent ce dernier, tandis que la chimère Nina/Alexander ne parvient à fuir que pour être « désassemblée » par un dénommé Scar. pris de pitié. |                           |                                              |                                                                 |                       |
| 08 | La Pierre Philosophale    | 賢者の石                                     | Kenja no Ishi                                                   | 22 novembre 2003      |
| Sérieusement ébranlé par les agissements de Tucker et le jeu trouble de l’armée sur son cas et ses recherches, Edward reconsidère son choix de faire partie des alchimistes d’État. Entre-temps, sa mécanicienne Winry, à peine arrivée à Central, se fait enlever par un tueur en série, Barry le Boucher. En essayant de la sauver, Edward se fait également capturer et échappe de justesse à la mort. Barry finit néanmoins par être arrêté par l’armée, et Edward conserve sa montre et reçoit son titre de Fullmetal. |                           |                                              |                                                                 |                       |
| 09 | Au service du peuple      | 軍の狗＜いぬ＞の銀時計                       | Gun no Inu no Gindokei                                          | 29 novembre 2003      |
| Pour sa première mission au sein de l’armée, Edward part avec Alphonse dans l’Est pour inspecter la mine de charbon de Youswell. Sur place, ils décident de passer la nuit dans une auberge. Edward est jeté dehors sur le champ quand le gérant découvre qu’il est alchimiste d’État. Arrive ensuite Yoki, un représentant de l’armée, qui vient réclamer des taxes disproportionnées par rapport au salaire des mineurs. Constatant le statut d’Edward, il le couvre de flatteries et cherche à le corrompre. Edward joue le jeu pour mieux le tromper, et parvient à lui arracher la propriété de la mine en transmutant passagèrement des lingots d’or. Il offre ensuite ce titre de propriété aux mineurs. |                           |                                              |                                                                 |                       |
| 10 | La voleuse fantôme        | 怪盗サイレーン                               | Kaitō Sairēn                                                    | 6 décembre 2003       |
| Plusieurs années après leur passage à Youswell, on retrouve Edward et Alphonse de retour de Lior après en avoir chassé Cornello. Peu motivé à l’idée de faire son rapport au sujet de leurs recherches infructueuses, Edward décide sur leur chemin de s’accorder une étape dans la très réputée ville lacustre d’Aquroya, où les autorités locales leur demandent de les aider à attraper une voleuse du nom de Psiren, une voleuse utilisant l’alchimie pour commettre ses vols. Ils la croisent à plusieurs reprises, mais à chaque fois elle les convainc qu’elle ne vole que pour servir des causes justes. Edward est dubitatif, mais Alphonse reste convaincu que Psiren est quelqu’un de bien, et essaie de persuader son frère de la laisser libre. Mais de toute manière, même quand Edward finit par la remettre aux autorités, elle parvient à s’échapper presque aussitôt. Et Edward se rend compte que Psiren a au moins le mérite d’attirer des touristes dans cette ville menacée d’engloutissement. |                           |                                              |                                                                 |                       |
| 11 | Faux frères - 1re partie  | 砂礫の大地・前編                             | Sareki no Daichi, Zenpen                                        | 13 décembre 2003      |
| Psiren indique aux frères Elric la cité de l’or, Xénotime, pour trouver un alchimiste capable de fabriquer une pierre philosophale. Dès que leur identité est découverte, les habitants les prennent pour des imposteurs. Des frères Elric seraient déjà chez l’alchimiste Magwar pour fabriquer une pierre philosophale. Edward et Alphonse essaient donc de s’introduire chez Magwar pour découvrir qui usurpe leur identité. Ils ne réussissent que lors de la deuxième tentative, se retrouvant confrontés aux frères Tringham. L’aîné, Russel, attaque Edward avec de l’eau rouge, mais son cadet Fletcher intervient pour le protéger, révélant que cette eau rouge constituant une étape dans la recherche de la pierre philosophale est toxique, et qu’elle est responsable de l’empoisonnement subi par la cité. |                           |                                              |                                                                 |                       |
| 12 | Faux frères - 2e partie   | 砂礫の大地・後編                             | Sareki no Daichi, Kōhen                                         | 20 décembre 2003      |
| Edward et Alphonse quittent la demeure de Magwar, laissant sans le savoir les frères Tringham dans une position difficile : en constatant les dégâts subis par le laboratoire, Magwar exige que la production de pierre rouge soit accélérée par le biais d’une méthode encore moins éthique. Quand Russel refuse, Magwar révèle qu’il sait que les deux frères Tringham sont des imposteurs, et les emprisonne. Le jour suivant, Magwar invite les frères Elric à poursuivre les recherches sur l’eau rouge. Ils acceptent, mais en profitent pour libérer les frères Tringham et questionner Magwar. Ce dernier s’échappe, provoquant la fuite d’une grande quantité d’eau rouge. Heureusement, Fletcher intervient en transmutant une forêt dont les racines absorbent l’eau avant qu’elle n’empoisonne davantage la cité. |                           |                                              |                                                                 |                       |
| 13 | Flamme vs Fullmetal       | 焔 vs 鋼                                     | Honō VS Hagane                                                  | 27 décembre 2003      |
| Au centre de commandement de l’Est, nouvelle affectation de Mustang, Edward fait son rapport à ce dernier. Si Mustang a su tirer profit des péripéties des frères Elric – notamment la pacification de Lior, poussée au bord de la révolte par Cornello –, il lui rappelle de se focaliser sur sa mission initiale : remonter la trace de la pierre philosophale. En outre, comme Tucker avant lui, le moment est venu pour Ed de renouveler son titre d’alchimiste d’État. À la surprise générale, Ed défie Mustang : le feu contre l’acier ! Mais il pose des conditions : si Edward remporte la victoire, Mustang l’aidera dans sa nouvelle piste et lui dira tout ce qu’il sait sur un certain docteur Marcoh. Celui-ci a, en effet, semble avoir réussi à créer une pierre philosophale imparfaite mais suffisamment puissante pour soigner les habitants de Xénotime. Ed espère pouvoir consulter les notes de l’ancien Alchimiste de Cristal. Pendant ce temps, Al tombe sur un chaton et espère le garder avec lui... La fureur du combat passée, Mustang raconte à Edward le contexte où, jeune alchimiste d’État, il a rencontré Marcoh : la sanglante guerre d’Ishbal dans laquelle Marcoh a malgré lui joué un rôle déterminant avant de déserter, décision a posteriori largement comprise par le colonel malgré l’infamie qui plane aujourd’hui au sein de l’armée sur Marcoh. Il révèle également que ce dernier est toujours en vie, vivant terré pour échapper aux militaires. |                           |                                              |                                                                 |                       |
| 14 | Le bras droit destructeur | 破壊の右手                                   | Hakai no Migite                                                 | 10 janvier 2004       |
| Une fois après avoir obtenu ce qu’ils voulaient, c’est-à-dire des informations sur l’endroit où se trouve Marcoh, Ed et Al s’y rendent. Ils se rendent compte qu’ils sont suivis. C’est à ce moment que l’on fait la connaissance du Commandant Armstrong, l’Alchimiste aux Bras Puissants. Ils retrouvent le docteur qui tente depuis des années de fuir tant l’armée que ses propres démons. Malheureusement pour lui, il est embarqué par les militaires qui pistaient les frères. Ed désobéit et le sauve. Scar débarque alors et profite de la confusion pour tuer, en lui explosant le cerveau, l’Alchimiste au Sang d’Acier, le général de brigade Basque Grand. Enfin, c’est Armstrong qui sauve les frères Elric et le Docteur Marcoh. |                           |                                              |                                                                 |                       |
| 15 | Le massacre d'Ishbal      | イシュヴァール虐殺                           | Ishuvāru Gyakusatsu                                             | 17 janvier 2004       |
| Après avoir réussi à échapper à l’armée et à Scar, Marcoh explique ce qui s’est réellement passé à Ishbal. Les Ishbals, originaires d’une ancienne tribu de l’Est, vénèrent le dieu Ishbala et considèrent que l’alchimie est une sorcellerie qui pervertie les créations de Dieu. Lors d’un banal contrôle, un soldat tua accidentellement un enfant, ce qui déclencha une guerre. Au bout de sept ans, la guerre durait encore. Le Généralissime envoya alors les « ultime nettoyeurs » – un corps d’élite formé par les alchimistes d’État. Roy Mustang, Alchimiste de Flamme, Alex Louis Armstrong, l’Alchimiste aux Bras Puissants, Basque Grand, l’Alchimiste au Sang d’Acier, Kimblee, l’Alchimiste Écarlate et Tim Marcoh, l'Alchimiste de Cristal, faisaient partie de l’expédition. Pour détruire tous les foyers de résistance en une nuit, Marcoh leur donne, contre son gré, une pierre philosophale imparfaite. Malgré cela, elle décuple quand même leurs pouvoirs. Lors de cette rébellion, un couple de médecins fut exécuté parce qu’ils soignaient tout le monde sans distinctions, Ishbals comme militaires. |                           |                                              |                                                                 |                       |
| 16 | Ce qu'on a perdu          | 失われたもの                                 | Ushinawareta Mono                                               | 24 janvier 2004       |
| Edward, Alphonse et le commandant Armstrong sont en route pour la maison des Rockbell, pour retrouver Winry, seule capable de réparer la méca-greffe d’Edward, détruite par Scar. Al, quant à lui, est dans un état désastreux mais doit attendre qu’Ed ait récupéré son bras pour pouvoir être réparé grâce à l’alchimie. Une série de mésaventures amène Edward à avoir une discussion profonde avec un vétéran ayant perdu sa jambe au combat. Ed veut inlassablement aller de l’avant avec son frère pour retrouver leurs corps tandis que son hôte se satisfait de sa vie actuelle et considère sa jambe manquante comme un moyen de ne jamais oublier les horreurs vues à Ishbal. |                           |                                              |                                                                 |                       |
| 17 | La maison familiale       | 家族の待つ家                                 | Kazoku no Matsu Ie                                              | 31 janvier 2004       |
| Après avoir attrapé leur train, Ed, Al et le Commandant Armstrong arrivent à Resembool pour qu’Ed se fasse faire une nouvelle méca-greffe. Winry, poussée par sa curiosité, découvre ce qui est gravé dans la montre en argent d’Edward. En outre, elle s’exaspère de l’attitude d’Ed : sa volonté d’effacer le passé pour aller de l’avant l’oblige à minimiser son attachement envers les lieux et surtout les gens de son enfance comme les Rockbell. Edward peine également à aborder un sujet précis avec Alphonse… |                           |                                              |                                                                 |                       |
| 18 | Les notes de Marcoh       | マルコー・ノート                             | Marukō Nōto                                                     | 7 février 2004        |
| Après avoir été remis en état, les frères Elric accompagnés par Armstrong partent pour Central dans le but de retrouver les notes de Marcoh. Ils sont accueillis par le sous-Lieutenant Ross et le sergent Bloch. Ils apprennent également que la section 1 de la bibliothèque, dans laquelle ils devaient faire leurs recherches a été réduite en cendres, la nuit passée. Scar est le principal suspect mais n’était de toute évidence pas seul... Ils apprennent que Scieszka, une ancienne bibliothécaire, a lu ces notes et grâce à sa mémoire phénoménale, est capable de reproduire chaque livre qu’elle a lu. |                           |                                              |                                                                 |                       |
| 19 | Toute la vérité           | 真実の奥の奥                                 | Shinjitsu no Oku no Oku                                         | 14 février 2004       |
| Une fois en possession des notes de Marcoh, les frères Elric entreprennent de les déchiffrer. Ils découvrent alors l’ingrédient secret pour la création de la pierre philosophale : des vies humaines en grand nombre. Après avoir baissé les bras devant cette découverte, Ed est convaincu par Ross de reprendre les recherches des fois qu’une alternative soit possible. Souhaitant explorer jusqu’au bout la piste de Marcoh, ils orientent leurs recherches vers les infrastructures susceptibles de servir au raffinage et à la production de la pierre philosophale. Un site en particulier éveille leurs soupçons : le laboratoire militaire numéro 5, théoriquement désaffecté mais qui présente l’avantage d’être accolé à une prison pouvant potentiellement fournir les âmes à sacrifier. Ayant fait le mur pour enquêter sur place, les deux frères ont la confirmation grâce aux nombreuses sécurités que quelque chose d’imoortant se cache dans les locaux. Pour en avoir le cœur net, Ed s’infiltre dans le bâtiment. Après avoir affronté une série de pièges qui confortent sa théorie, Ed tombe sur l’un des mystérieux gardiens des lieux se présentant sous le matricule 48. Al, de son côté doit faire face au numéro 66. Il s’avère rapidement qu’ils ont beaucoup en commun avec Alphonse… |                           |                                              |                                                                 |                       |
| 20 | Âme de gardien            | 守護者の魂                                   | Shugosha no Tamashī                                             | 21 février 2004       |
| Ed est en difficulté face au numéro 48. Al, de son côté, commence à douter de sa propre existence après avoir écouté son adversaire. Après avoir finalement réussi à renverser la situation, Edward doit faire face à la sinistre requête du gardien défait et s’interroge sur la définition de l’humanité : est-elle morale ? Biologique ? |                           |                                              |                                                                 |                       |
| 21 | La lueur rouge            | 紅い輝き                                     | Akai Kagayaki                                                   | 28 février 2004       |
| Le combat entre Al et le Prisonnier 66 est interrompu par l’arrivée de Scar. Comprenant qu’il ne fait pas le poids, 66 décide de faire sauter le bâtiment. L’explosion entraîne la libération d’un étrange prisonnier... Se mettant à la recherche de son frère avec Scar, Al tombe nez à nez sur Lust et Gluttony. Pendant ce temps, à l’intérieur du laboratoire, Ed conduit par 48 lève peu à peu le voile sur les sinistres activités du lieu. Il y fait une rencontre particulièrement marquante : Shô Tucker. De toute évidence, le laboratoire a rarement été aussi actif. On pourrait même dire que la venue d’Edward était prévue de longue date. Tout laisse à penser que la pierre philosophale sera, d’une façon ou d’une autre, créée cette nuit-là. |                           |                                              |                                                                 |                       |
| 22 | Les Homonculus            | 造られた人間                                 | Tsukurareta Ningen                                              | 6 mars 2004           |
| Alphonse et Scar ne font pas vraiment le poids face aux nouveaux venus : Gluttony a vite fait de se débarrasser de Scar tandis qu’Al, toujours en proie au doute, ne peut grand-chose face à Lust. Pendant ce temps Ed, toujours accompagné de Shô Tucker, se laisse convaincre de l’aider à créer la pierre mais recule lorsqu’il découvre de façon impromptue que l’ultime ingrédient est bel et bien présent, sous la forme de prisonniers amenés par Envy qui a pris l’identité de Basque Grand. Ses états d’âmes ne sont malheureusement pas pris en compte par Lust et Envy qui détiennent Al en otage et menacent de briser le cercle de transmutation reliant son âme à l’armure. Ils lèvent au passage le voile sur leur identité : ce sont des homonculus, des humains artificiels créés par l’alchimie. Tandis que les secours dirigés par Hughes et le Généralissime en personne se déploient à l’extérieur, Ed, en proie jusqu’au bout à l’hésitation, voit au dernier moment la transmutation interrompue par Scar qui assistait caché à la scène, attendant de voir la décision prise par Edward. Il intervient en détruisant les réservoirs de pierre rouge et lui dit de s’enfuir avec Al. Dans la confusion, la matière réagit en démultipliant les pouvoirs d’Ed, qui perd tout contrôle jusqu’à l’arrivée de Ross qui parvient à calmer la situation. |                           |                                              |                                                                 |                       |
| 23 | Cœur d'acier              | 鋼のこころ                                   | Hagane no Kokoro                                                | 13 mars 2004          |
| Après la quasi destruction du laboratoire no 5, Winry débarque à Central pour réparer la bras d’Ed. Depuis sa rencontre avec le Prisonnier no 66 (Barry le Hachoir), Al doute de son existence. Il pense qu’Edward l’a créé et lui a implanté des souvenirs. |                           |                                              |                                                                 |                       |
| 24 | Souvenirs enracinés       | 思い出の定着                                 | Omoide no Teichaku                                              | 20 mars 2004          |
| Croyant toujours que son frère n'a fait que recréer sa mémoire, Al s'enfuit et se retrouve nez à nez avec deux jeunes garçons issus de la tribu d'Ishbal qui, maintenant, se cachent dans les égouts à la suite d'une attaque de mercenaires se disant « engagés » par les National Alchemist. Il reste quelque temps en leur compagnie, mais ce n'est pas de tout repos. |                           |                                              |                                                                 |                       |
| 25 | Cérémonie d'adieu         | 別れの儀式                                   | Wakare no Gishiki                                               | 27 mars 2004          |
| Après ce qui est arrivé au 5e laboratoire, Al et Ed choisissent de trouver un moyen moins dangereux de retrouver ce qu'ils ont perdu. Ils partent donc pour Dublith, la ville où réside leur sensei. Mais ils prennent finalement une tout autre direction, redoutant la réaction de leur maître en apprenant que Ed est devenu un alchimiste d'état. Pendant ce temps, le major Hugues continue son enquête sur les homonculus et pousse son enquête si loin qu'il se fait tuer par ces derniers. |                           |                                              |                                                                 |                       |
| 26 | Au pays des auto-mails    | 彼女の理由                                   | Kanojo no Riyū                                                  | 3 avril 2004          |
| Ed, Al et Winry sont partis pour Rush valley. Arrivés là-bas, ils assistent à un concours de bras de fer entre automail, où une jeune fille, Paninya, gagne presque. Pour prouver que son autoamail est formidable, Paninya va défier Ed, mais elle perd ce défi. |                           |                                              |                                                                 |                       |
| 27 | Maître                    | せんせい                                     | Sensei                                                          | 10 avril 2004         |
| Les sensei de nos héros apparaissent soudainement devant eux, et Ed et Al n'échappent pas à une petite correction de leur part. Ces derniers les emmènent de force à Dublith, ville où ils habitent. Lors du voyage, Al et Ed se remémorent leur première rencontre avec la personne qui allait leur enseigner l'alchimie, Izumi. Une fois à Dublith, nos deux héros retrouvent les lieux qu'ils avait habités quand ils étaient plus jeunes. |                           |                                              |                                                                 |                       |
| 28 | Un est tout, tout est un  | 一は全、全は一                               | Ichi wa Zen, Zen wa Ichi                                        | 17 avril 2004         |
| Al et Ed sont forcés par Izumi, leur sensei, de retourner sur l'île où ils ont dû rester pendant un mois quand ils étaient petits. Une fois sur place, il se remémorent tous ce qui s'est passé sur cette île et découvrent qu'ils ne sont pas seuls sur cet îlot, vu que quelqu'un a mangé leur repas… |                           |                                              |                                                                 |                       |
| 29 | Un enfant innocent        | 汚れなき子ども                               | Kegarenaki Kodomo                                               | 24 avril 2004         |
| La personne qui était sur l'île s'est montrée et Izumi l'emmène chez elle. Ed est curieux à propos de ce personnage et ne cesse de l'embêter, ce qui lui vaut une punition. Al se rend compte que le bras et la jambe de cet enfant ressemblent à ceux que Ed a perdus lorsqu'il a essayé de faire revivre sa mère et lorsqu'il a fixé l'âme de Al dans l'armure. |                           |                                              |                                                                 |                       |
| 30 | Attaque du QG Sud         | 南方司令部襲撃                               | Nanpō Shireibu Shūgeki                                          | 1er mai 2004          |
| À la suite de la découverte que le bras et la jambe du garçon appartiennent à Ed, ce dernier se lance à sa poursuite. Mais, lorsque ce dernier l'a rejoint et s'explique avec lui, les militaires interviennent et enlèvent le garçon, qui se révèle être un homonculus ! Pendant ce temps, Scar et les siens arrivent dans un lieu où ils pourront se reposer, mais Yoki, ancien militaire reconnaît Scar et appelle l'armée, qui envoie une équipe pour s'en charger, celle de Mustang. Pour finir, Izumi part seule à l'assaut du quartier général de sa ville pour reprendre le garçon. |                           |                                              |                                                                 |                       |
| 31 | Le péché                  | 罪                                           | Tsumi                                                           | 8 mai 2004            |
| La confrontation dans la base militaire se poursuit. Envy, qui a pris l'apparence du Führer pour tromper Ed et les militaires, donne à manger des pierres philosophales au garçon possédant le bras et la jambe d'Ed et ce dernier s'éveille en tant qu'homonculus. Ensuite, le sensei des frères Elric emmène le garçon, Wrath de son nom d'homonculus, sur l'île où il a été découvert ; ce dernier tente de tuer Izumi. Nos deux héros arrivent à temps pour empêcher cela... |                           |                                              |                                                                 |                       |
| 32 | Dante                     | 深い森のダンテ                               | Fukai Mori no Dante                                             | 15 mai 2004           |
| Le combat entre Wrath et Al bat son plein. S'ensuit un combat entre Ed et l'homonculus, où Ed prend l'avantage. Mais alors que ce dernier va porter le coup de grâce, Izumi l'en empêche. Wrath réussit à s'échapper grâce aux pouvoirs de Sloth et Envy, venues spécialement sur l'île pour le récupérer. |                           |                                              |                                                                 |                       |
| 33 | Al se fait enlever        | 囚われたアル                                 | Torawareta Aru                                                  | 29 mai 2004           |
| Izumi, reconnaissant ses erreurs, renvoie Ed et Al. Mais ces derniers insistent comme toujours et Izumi les envoie chez Dante, une personne chez qui elle a étudié l'alchimie. Cétait sans compter sur la visite de Greed et de ses acolytes… |                           |                                              |                                                                 |                       |
| 34 | La théorie de Greed       | 強欲の理論                                   | Gōyoku no Riron                                                 | 5 juin 2004           |
| Greed et trois de ses subordonnés ont réussi à s'échapper du Devil's Nest, en emportant Al, malgré l'intervention musclée (comme toujours) d'Armstrong. Ils sont cependant rattrapés par Lust et Gluttony. Pendant ce temps, Kimbley et Tucker rejoignent les rangs de l'armée et Edward, cherchant toujours son frère, se dirige vers la maison de Dante. |                           |                                              |                                                                 |                       |
| 35 | Retrouvailles             | 愚者の再会                                   | Gusha no Saikai                                                 | 12 juin 2004          |
| Il y a deux ans, un homme, Lujon, a consacré tout son savoir en alchimie pour sauver son village d'une terrible épidémie, qui transforme les gens en pierre petit à petit. C'est alors qu'il rencontre Lust qui lui donne une fausse pierre philosophale. Mais comme on le sait, les fausses pierres philosophales ne sont pas toujours très efficaces… Rencontre 2 ans après entre Lust et Lujon. |                           |                                              |                                                                 |                       |
| 36 | Tueurs-nés                | 我が内なる科人「トガビト」                   | Waga Uchinaru Togabito                                          | 19 juin 2004          |
| Alors que Scar a disparu, les frères Elric et Winry, guidés par les deux enfants d'Ishbal qu'ils ont libérés de l'armée, rencontrent le vieux avec qui Scar s'était entretenu auparavant. Il semble avoir des informations intéressantes sur la Pierre Philosophale. Cependant, Winry apprend que l'assassin de ses parents est le Colonel Mustang. |                           |                                              |                                                                 |                       |
| 37 | L'alchimiste de flamme    | 焔の錬金術師 - 戦う少尉さん - 第十三倉庫の怪 | Honō no Renkinjutsushi, Tatakau Shōi-san, Dai-Jūsan Sōko no Kai | 26 juin 2004          |
| Le lieutenant Havoc est chargé de faire une enquête sur le colonel Roy Mustang ; ce dernier s'en dépêtre avec la complicité de ses camarades qui découvrent que Mustang sort avec la fille que le lieutenant Havoc aime. Après cet incident, le colonel demande que l'on trouve une petite amie pour Havoc ; le major Armstrong propose sa petite sœur. |                           |                                              |                                                                 |                       |
| 38 | Le lit de la rivière      | 川の流れに                                   | Kawa no Nagare ni                                               | 3 juillet 2004        |
| Edward et Alphonse se disputent à propos de leurs objectifs et de la manie d'Edward à ne pas préparer de plan. Ils finissent par se bagarrer et à se séparer. Pendant ce temps Winry rencontre Scieszka. Préoccupées par la mort de Hugues, elles décident de continuer son enquête sur Juliet Douglas. |                           |                                              |                                                                 |                       |
| 39 | Guerre civile dans l’Est  | 東方内戦                                     | Tōhō Naisen                                                     | 10 juillet 2004       |
| Les frères Elric arrivent à Ishbal. Là, ils découvrent que ce n'est plus qu'un immense champ de ruines, et rencontrent deux des hommes du colonel Mustang. Ils se rendent alors au centre de commandement de l'armée où ils apprennent que Lior est le théâtre d'événements pouvant impliquer Scar. |                           |                                              |                                                                 |                       |
| 40 | La cicatrice              | 傷痕                                         | Kizuato                                                         | 17 juillet 2004       |
| Alors qu'Edward arrive à Lior, il rencontre Scar (le but de son voyage), mais apprend que ce dernier connaît la faiblesse de Lust. Ainsi, il raconte une bonne partie de l'histoire d'Ishbal de son point de vue. C'est aussi dans cet épisode que le Führer révèle sa vraie nature ... |                           |                                              |                                                                 |                       |
| 41 | La sainte                 | 聖母                                         | Seibo                                                           | 24 juillet 2004       |
| Ed se trouve à Lior où il apprend les intentions de Scar à propos de la pierre philosophale, et les moyens qu'il compte utiliser pour réussir à créer cette dernière. Au quartier général de l'armée, Mustang et ses hommes apprennent de la bouche d'Al comment créer une pierre complète, et c'est pour cela que l'armée n'intervient pas, au grand regret d'Archer. Lors de l'évacuation de la ville, Ed se retrouve confronté aux homonculus. En même temps, Scar affronte "l'alchimiste écarlate" , mais certains imprévus vont arriver… |                           |                                              |                                                                 |                       |
| 42 | De nom inconnu            | 彼の名を知らず                               | Kare no Na o Shirazu                                            | 24 juillet 2004       |
| Kimblee vient de transformer Al en une sorte de bombe. Pour éviter qu'il explose, Scar lui transmet son bras droit pour que la pierre philosophale soit créée à l'intérieur de son corps. Pendant ce temps là, Ed est aux prises avec les homonculus, mais réussit à s'en débarrasser provisoirement, lui permettant de s'échapper avec Rose et Lyra. Malgré les ordres du Führer de ne pas attaquer Lior, Archer se décide à y aller quand même, sans se rendre compte de la situation. |                           |                                              |                                                                 |                       |
| 43 | Chien errant              | 野良犬は逃げ出した                           | Norainu wa Nigedashita                                          | 31 juillet 2004       |
| Après que Al soit "devenu" la pierre philosophale, les deux frangins décident de rentrer à Rizembool. Dans leur ville natale, Winry est de retour et fait la connaissance d'une personne qui n'est autre que le père de nos deux héros. Loin de là, le Führer ordonne à Mustang et à ses hommes de partir à la recherche de l'alchimiste Fullmetal et de son frère. |                           |                                              |                                                                 |                       |
| 44 | Hohenheim le Lumineux     | 光のホーエンハイム                           | Hikari no Hōenhaimu                                             | 7 août 2004           |
| Retrouvailles plutôt tendues entre Ed et son père. Al est content de retrouver son géniteur et ils passent la nuit ensemble. Mais ce dernier repart au petit matin, tandis que les frères Elric doivent se cacher chez Winry pour permettre à Mustang de dissuader les militaires d'enquêter chez elle. Hohenheim, le père de Al et Ed va rendre visite à Lyra, qui n'est autre que Dante… |                           |                                              |                                                                 |                       |
| 45 | Cœur corrompu             | 心を劣化させるもの                           | Kokoro o Rekkasaseru Mono                                       | 21 août 2004          |
| Alors que Hohenheim est confronté à Dante (dans le corps de Lyra) et à ses homunculus, Edward et Alphonse, bien décidés à mettre fin aux exactions des Homunculus, partent incognito à leur recherche. |                           |                                              |                                                                 |                       |
| 46 | Transmutation humaine     | 人体錬成                                     | Jintai Rensei                                                   | 28 août 2004          |
| Alphonse est finalement allé à la rencontre de Tucker qui a besoin de la Pierre Philosophale (incarnée désormais en Al) pour ressusciter Nina. Alors que Mustang et Armstrong sont envoyés dans le Nord, les homunculus et Dante continuent d'exécuter leurs plans. |                           |                                              |                                                                 |                       |
| 47 | Sceller un Homunculus     | ホムンクルス封印                             | Homunkurusu Fūin                                                | 4 septembre 2004      |
| Edward et Lust affrontent Wrath et Sloth dans un entrepôt abandonné. Au centre des préoccupations, Al (qui est toujours la Pierre Philosophale), ne sait quel camp choisir, celui de son frère qui l'a toujours aidé, ou celui de son « ancienne mère » bien qu'elle soit devenue un homunculus et de ce fait ne possède pas d'âme. |                           |                                              |                                                                 |                       |
| 48 | Adieu                     | さようなら                                   | Sayōnara                                                        | 11 septembre 2004     |
| Alphonse est enlevé par Envy et Wrath s'enfuit, haineux envers Edward;. Ce dernier décide avec Izumi de partir à l'assaut du QG militaire de Central City afin d'y débusquer le Führer. De son côté, Mustang cherche à déclencher une rébellion dans les rangs militaires afin de renverser le Führer, mais a-t-il un autre plan en tête ? |                           |                                              |                                                                 |                       |
| 49 | Derrière la porte         | 扉の向こうへ                                 | Tobira no Mukō e                                                | 18 septembre 2004     |
| En suivant les instructions présentes dans la lettre laissée par le père des frères Tringham, Ed découvre l'entrée menant à la cité engloutie. Là, il rencontre Lyra, mais ne tarde pas à découvrir sa « véritable identité ». S'ensuivent de longues explications entre Dante et Ed. |                           |                                              |                                                                 |                       |
| 50 | La mort                   | 死                                           | Shi                                                             | 25 septembre 2004     |
| Hohenheim explique à Edward que leur monde est lié à un autre par la Porte, et que les morts de cette dimension servent à l'alchimie de leur dimension. Ces deux dimensions sont assez semblables, si ce n'est que l'autre monde a compensé l'alchimie par autre chose. Edward se trouve donc dans le corps de l'Edward de ce monde. Hohenheim est finalement convoqué par Churchill et un zeppelin tombe du ciel et écrase Edward. |                           |                                              |                                                                 |                       |
| 51 | Un monde imparfait        | ミュンヘン1921                               | Myunhen 1921                                                    | 2 octobre 2004        |
| Edward vient de se faire tuer par Envy, Alphonse va à l'encontre des ordres de Dante et tente de faire ressusciter son frère. Pendant ce temps, le combat entre Mustang et Bradley continue mais tourne à l'avantage de ce dernier. Heureusement, le "fils" de Pride vient apporter le "trésor de papa". Énervé, le Fürher tue son fils, mais se fait tuer par Mustang. À la sortie, Archer l'attend mais meurt de la main de Hawkeye. Alphonse ayant réalisé une transmutation humaine a disparu mais Edward est de retour sain et sauf avec ses membres originaux. |                           |                                              |                                                                 |                       |

### Musique des génériques
- Épisodes 1 à 13
  - Opening • Porno Graffitti - Melissa
  - Ending • Nana Kitade - Kesenai Tsumi
- Épisode 14 à 25
  - Opening • L'Arc~En~Ciel - READY STEADY GO
  - Ending • Yellow Generation - Tobira no Mukou e
- Épisodes 26 à 41
  - Opening • Cool Joke - UNDO
  - Ending • Crystal Kay - Motherland
- Épisodes 42 à 51
  - Opening • Asian Kung-Fu Generation - Rewrite
  - Ending • Sowelu - I Will